# Залізниця Страсбург — Базель
Залізниця Страсбург — Базель — міжнародна залізниця, під орудою SNCF Réseau, що сполучає Страсбург у Франції з Базелем у Швейцарії. Вона стала першою залізницею на території Швейцарії і сьогодні є важливою ланкою у міжнародному сполученні далекого прямування. 
Вона також сполучає такі міста, як Мюлуз і Кольмар.

## Історія

### До будівництва
18 жовтня 1837 року Ніколас Кехлін здобув концесію на залізницю Страсбург — Швейцарія. 
Кехлін на той час вже побудував залізницю Мюлуз — Танн. 
Початковий проект передбачав довжину маршруту близько 140 км, а вартість оцінювалася в 16 мільйонів франків. 

Цікаво, що кінець лінії планувався на території Швейцарії, але уряд у Берні не був поінформований про це, а маршрут між Мюлузом і Базелем ще не був остаточно визначений. 
У 1838 році Кехлін разом зі своїм братом Едуардом заснував Compagnie du chemin de fer de Strasbourg à Bâle. 

Після цього було розпочато будівельні роботи.

### Відкриття
25 жовтня 1840 року відкрито перші дільниці: Бенфельд – Кольмар і Мюлуз – Сент-Луїс безпосередньо на кордоні зі Швейцарією. 
У 1841 році лінію було продовжено від Бенфельда до Кенігсгоффена, розташованого безпосередньо біля Страсбурга. 
У тому ж році сполучення між Кольмаром і Мюлузом введено в експлуатацію, так що більша частина чинного маршруту тепер була постійно доступною. 
У 1844-46 рр. введено в експлуатацію дві останні дільниці, Кенігсгоффен — Страсбург і Сен-Луї — Базель. 

15 червня 1844 року відкрито наскрізний рух залізницею.

### Відкриття станції Базель

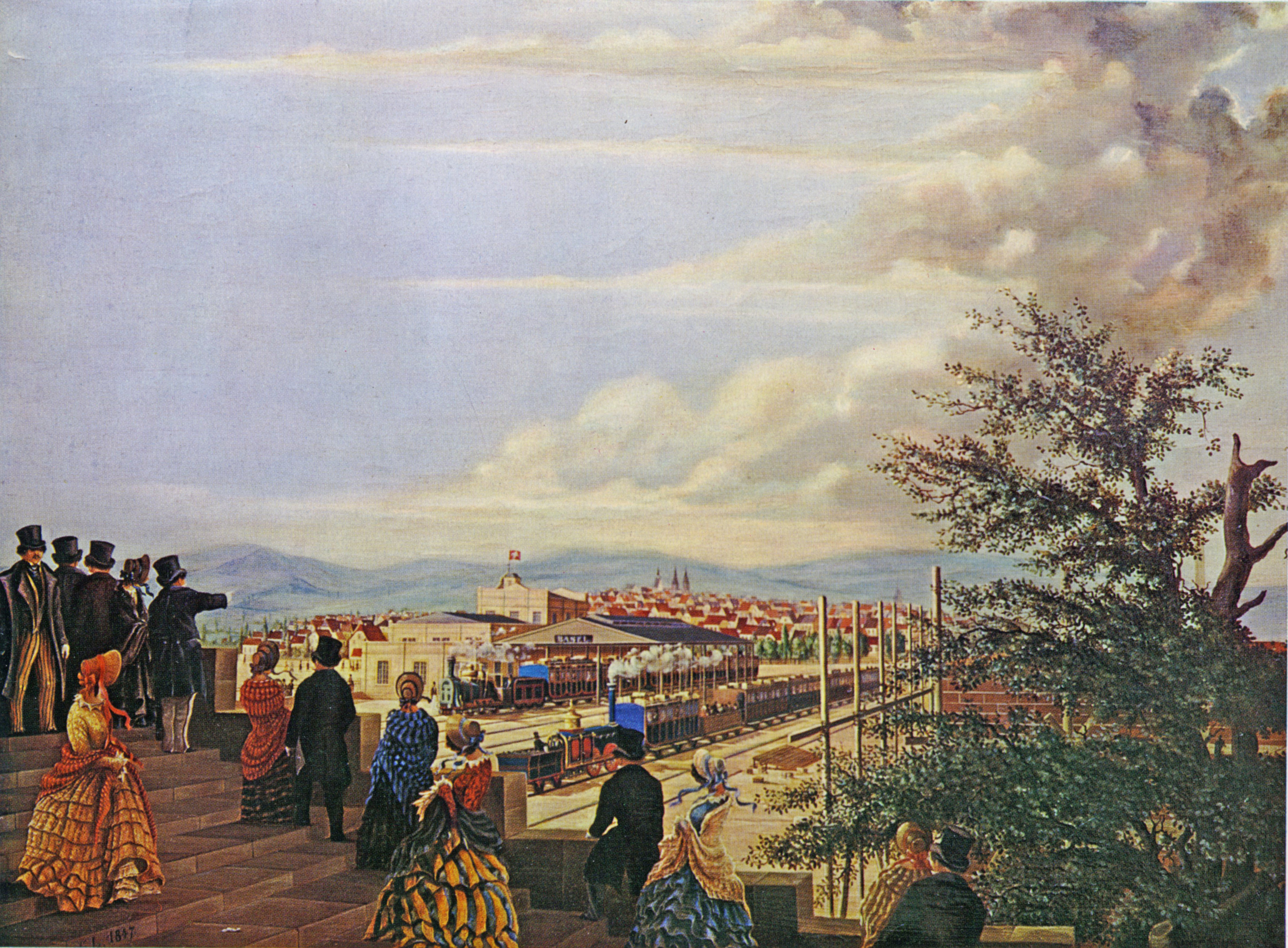
Прибуття першого поїзда в Базель, 1844 рік

У Базелі з моменту подання заявки на концесію в 1840 році точилися дебати щодо розташування кінцевої станції всередині чи поза мурами міста. 
Причиною цього був, з одного боку, статус Базеля як фортеці, а з іншого — той факт, що Compagnie du chemin de fer de Strasbourg à Bâle (StB) була іноземною компанією. 
У 1841 році Велика рада Базеля вирішила побудувати залізничну станцію в межах міських мурів, і місцем розташування було обрано Шеллемяттелі.
За контрактом Compagnie du chemin de fer de Strasbourg à Bâle була змушена  побудувати не лише лінію та станцію, але й міст над міським ровом з брамою, що замикається. 
Однак відкриття було відкладено, тому тимчасову станцію побудували за мурами міста, приблизно на місці сьогоднішньої станції Санкт-Йоганн. 
Станцію відкрито в 1844 році, але вона згоріла в 1845 році. 
У тому ж році перша офіційну Базельську залізничну станцію, під орудою Compagnie du chemin de fer de Strasbourg à Bâle, відкрито поблизу сьогоденного Біоцентруму Базельського університету.
Швейцарська центральна залізниця, заснована в 1853 році, побудувала тимчасову станцію поблизу Енгельсгассе в 1854 році. 
З 1858 року звідси можна було доїхати до Ольтена через перший у Швейцарії залізничний Гауенштайнський тунель. 
У 1860 році нова спільна станція Швейцарської центральної залізниці та Compagnie du chemin de fer de Strasbourg à Bâle відкрита на місці нинішнього вокзалу Базель SBB та сполучної лінії між ним і нинішнім вокзалом Санкт-Йоганн. Попередні станції знесли.
У 1907 році на спільній станції відкрито новий вокзал, і в той же час залізничні колії були знижені та перенаправлені навколо розширеного міста. 
Віадук Бірсіг поруч із станцією Базель SBB і стара залізниця через місто були переобладнані для автомобільного руху.

### Після відкриття
У 1854 році StB перейшла під контроль Compagnie des Chemins de fer de l'Est (EST), і тому лінія також змінила власника. 
У 1871 році лінія стала частиною Імперських залізниць в Ельзасі-Лотарингії (EL) в результаті мирного договору після франко-прусської війни, коли Німецька імперія анексувала Ельзас і Лотарингію. 
Однак це не вплинуло на кінцеву дільницю маршруту від швейцарського кордону до вокзалу в Базелі. 
Проте для EST тепер це була ізольована операція, в якій він не мав інтересу. 
Він продав її компанії Швейцарській центральній залізниці, яка передала в оренду EL за контрактом від 1 січня 1873 року. 

На початку Першої світової війни в 1914 році транскордонне сполучення на залізниці було перервано, але вантажний рух відновлено наприкінці 1915 року. 

Після закінчення Першої світової війни в 1918 році Рейхсланд Ельзас-Лотарингія був повернутий Франції, а лінія стала власністю Administration des chemins de fer d'Alsace et de Lorraine (AL), яка було націоналізована та включена до SNCF в 1938 році. 
У 1985 році, щоб відзначити 125-ту річницю станції Базеля SBB, на дільниці Сен-Луї — Базель SBB було проведено великий парад із понад 57 локомотивів 

10 червня 2007 року між Парижем і Страсбургом розпочато трафік TGV. 
До 2011 року деякі пари поїздів курсували за маршрутом до Мюлузу, Базель SBB і Цюрих-Головний.

## Операції
Лінія, яка з моменту відкриття була двоколійною, на відміну від руху в решті Франції, має правосторонній рух через її німецьке минуле. 
Початковою метою лінії було створення безперервного сполучення між Швейцарією та столицею Франції разом із лінією до Парижа, яка починалася зі Страсбурга. 
Проте не використовувалась за призначенням, оскільки трафік здійснювався залізницею Париж — Мюлуз через Бельфор, яка  відкрита в 1856-58 рр. 
Лише з відкриттям LGV Est потяги TGV курсували маршрутом Париж — Базель, але лише до відкриття LGV Рін — Рона у грудні 2011 року. 
Він оснащений автоматичною французькою системою сигналізації Block automatique lumineux.

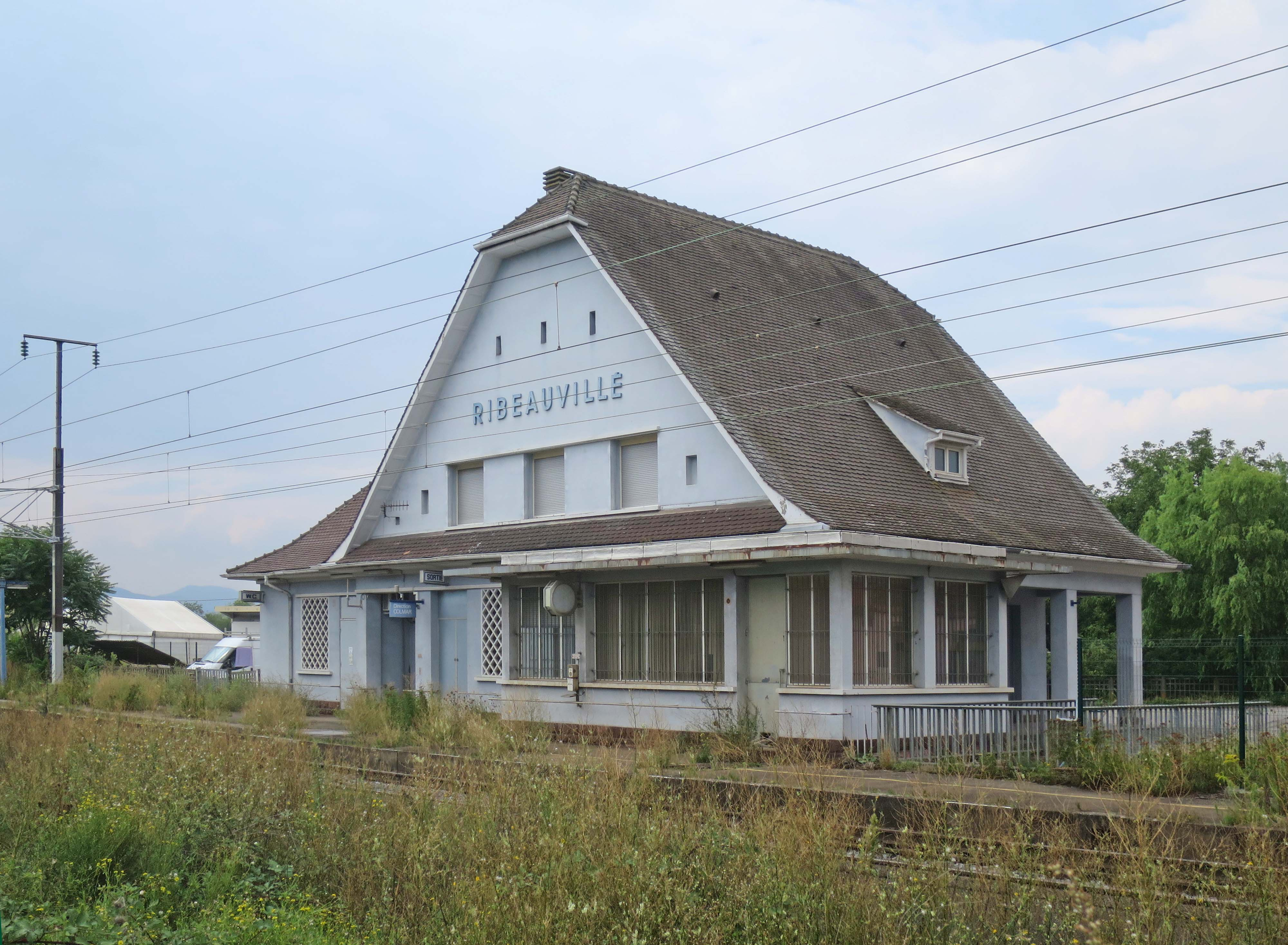
Колишня вузлова станція

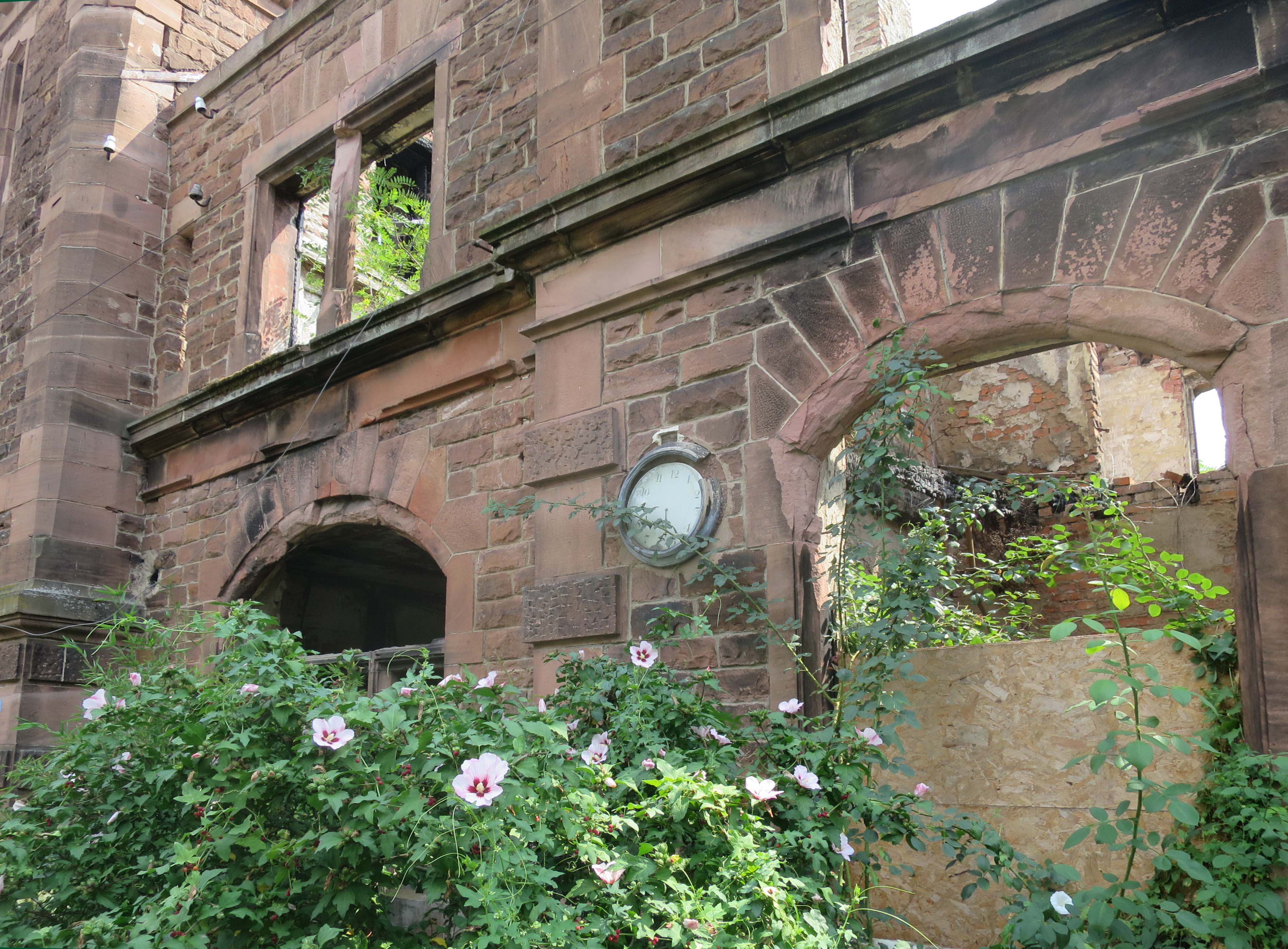
Колишній імператорський вокзал

## Інфраструктура

### Маршрут
З 1957 року лінія повністю електрифікована. 

Французька система тягового струму 25 кВ 50 Гц~ також використовується на короткій дільниці в Швейцарії від кордону до станції Базель SNCF. 
Це означає, що французькі електропоїзди можуть подорожувати до Базеля без зміни системи, і використання багатосистемних транспортних засобів не є необхідним. 
Зміна системи відбувається лише на переході до станції Базель SBB. 
І навпаки, це означає, що станція Базель-Санкт-Йоганн не може обслуговуватися швейцарськими електропоїздами, якщо вони також не підходять для французької енергетичної системи.

## Трафік

### Пасажирський трафік

#### Міжміський рух
Міжнародний
Маршрут має велике значення як для міжміських, так і для регіональних перевезень. 
Існує міжміський пасажирський трафік між Парижем і Мюлузом та між Парижем і Цюрихом, а також між Страсбургом і Монпельє-Сен-Рош або Марсель-Сен-Шарль.  
Потяги TGV зупинялися в Кольмарі та Мюлузі на додаток до кінцевих станцій у Страсбурзі та Базелі. 
З березня 2012 року з Франкфурта-на-Майні до Марселя щодня курсує пара поїздів TGV .
трафік у Франції
Після введення в експлуатацію LGV Рейн-Рона в грудні 2011 року потяги Corail, які раніше курсували на цьому маршруті, були замінені на TGV. 
Маршрути, які здебільшого починаються або закінчуються в Страсбурзі, зупиняються на станції Мюлуз-Віль а також у Кольмарі .

### Регіональний транспорт
У 1997-2008 рік двосистемні приміські поїзди S-Bahn Basel курсували за маршрутом Фрік — Мюлуз. 
Відтоді всі регіональні поїзди з Франції знову мають кінцеву зупинку Базель SNCF і більше не сполучаються зі Швейцарією. 

TER200 (лінія A01), прискорений TER, що складається з вагонів Corail, сполучає Базель зі Страсбургом та іншими великими містами Ельзасу. 
Раніше деякі з цих поїздів курсували до Нансі та Меца. 
Існує щоденне погодинне обслуговування, яке іноді скорочується до півгодинного обслуговування в години пік.
TER 200 доповнюється звичайним TER, який обслуговує всі зупинки між Базель SNCF і Страсбургом із різною частотою. 
Усі сполучення обслуговуються SNCF і працюють під брендом TER Гранд-Ест.
- TER A01 Страсбург – Селеста – Кольмар  – Мюлуз  – Сент-Луїс – Базель SNCF (TER200)
- TER A02a Страсбург – Фегерсгайм – Ліпсгайм – Бенфель – Селеста (– Кольмар – Мюлуз)
- TER A02b (Страсбург – Селеста –) Кольмар – Болвіллер – Люттербах – Мюлуз
- TER A15 Мюлуз – Сіренц – Сент-Луїс – Базель SNCF

#### Вантажний трафік
Вантажний трафік переважно здійснюють поїзди компаній Fret SNCF і DB Cargo

## Майбутнє
З відкриттям другої черги LGV Рін — Рона потяги TGV до Парижа стануть ще швидшими.
У середньостроковій перспективі станцію Базель SNCF у Базелі буде передано SBB, яка виконуватиме всі операції на станції SBB у Базелі, щоб прилеглу територію станції SNCF було звільнено для подальшого використання.
Планується сполучення з аеропортом Базель-Мюлуз через станцію Євроаеропорт і двоколійне сполучення довжиною 6 км із залізницею Страсбург — Базель.
Плани перебудови Базель S-Bahn також впливають на сполучення з Базеля до Франції та, відповідно, на станцію Базель SNCF. Розширення Базельського залізничного вузла відкриває можливості для створення нових сполучень.
Цільове зображення для Базель S-Bahn 2040 включає такі лінії S-Bahn, які працюватимуть на дільниці Мюлуз – Базель і замінять лінію TER A15: 

- S: Фрік/Лауфенбург – Штайн-Зеккінген – Райнфельден – Праттельн – Базель SBB – Базель-Мітте – Сен-Луї – Євроаеропорт
- S: Лісталь – Праттельн – Базель SBB – Базель-Мітте – Сен-Луї – Євроаеропорт – Мюлуз
- S: Євроаеропорт – Сен-Луї – Базель SBB – Базель-Бадішер – Вайль-на-Рейні – Мюлльгайм – Фрайбург-Головний
- S: Євроаеропорт – Сен-Луї – Базель SBB – Дорнах–Арлесгайм – Еш